# Центуријска скупштина
Центуријска скупштина (лат. comitia centuriata‎) била је скупштина римских грађана у Римској републици. Била је састављена од 193 центурије, организоване по имовинском стању.
Скупштина је сазивана изван градских зидина где су се грађани сакупљали по центуријама — војним и економским разредима под пуном ратном опремом у бојном реду. Свака центурија је носила један глас, а донесена одлука на центуријској скупштини постајала је lex тј. закон. После издавања Хортезијевог закона из 287. п. н. е, одлуке плебса по трибутским скупштинама су изједначене са центуријским.
Центуријска скупштина је бирала конзуле, преторе и цензоре.